# 许祝安
许祝安 (1966年—)，浙江临安人，从事非常规超导电性和关联电子体系的研究，中国教育部第六批“长江学者”特聘教授，担任“973”等重点项目首席科学家。曾获得教育部自然科学一等奖等奖项。

## 生平
1988年本科毕业于中国科学技术大学物理系， 1994年获浙江大学凝聚态物理专业理学博士学位。
1997年至2003年间，曾在普林斯顿大学物理系、新加坡国立大学，日本国立物质材料研究所等学术机构担任研究员、访问学者等。2000年起任浙江大学物理系教授。